# Покровский, Анатолий Вениаминович
Анато́лий Вениами́нович Покро́вский (9 декабря 1930, Ярославль, РСФСР, СССР — 29 января 2007, Москва, Российская Федерация) — советский и российский журналист газеты «Правда».

## Биография
Родился 9 декабря 1930 года в Ярославле. Выпускник отделения журналистики Ленинградского университета (ныне Высшая школа журналистики и массовых коммуникаций в составе СПбГУ) в 1953 году. После получения диплома поехал на Крайний Север в Мурманск, работал в газете «Полярная правда», трудовой путь продолжил в газетах «Московская правда» и «Вечерняя Москва». Его карьерный рост стал возможен без влиятельной поддержки со стороны, в итоге получил должность в главной газете СССР — «Правда», где «работу Анатолий Покровский считал великой честью».
А. В. Покровский владел глубоким аналитическим умом, что и привело его в отдел науки редакции «Правда». Покровский рассказывал читателям «Правды» о самых ярких открытиях в Советском Союзе, участниками его бесед были известные люди советской науки.
Сферой интересов А. В. Покровского была «тема космоса, его освоение, подготовка исследователей звёздного океана». Он был «своим человеком» на Байконуре и в Звёздном городке, а также был частым гостем штаб-квартиры Международного агентства по атомной энергии (МАГАТЭ) в Вене. Им были написаны книги об учёных и «покорителях космоса».

## Адрес
Анатолий Вениаминович Покровский проживал по адресу: Москва, улица Зои и Александра Космодемьянских, дом 9 Б.

## Избранные сочинения и некоторые публикации
Книги
- Покровский А. В. Земля: взгляд с неба / Анатолий Покровский. — М.: Мысль, 1988. — 175 с. — 60 000 экз. — ISBN 5-244-00168-X. А. В. Покровский — «советский журналист — почти два десятилетия был свидетелем подготовки и проведения космических экспериментов. Живо и увлекательно он рассказывал о том, что дает нам освоение космоса, какое значение имеет практическая космонавтика для народного хозяйства»; Космонавтика в СССР. Российская государственная библиотека Архивная копия от 26 ноября 2019 на Wayback Machine.
- Покровский А. В. Маршрутами познания [Текст: Десять точек на карте советской науки] / А. Покровский. — Земля: взгляд с неба. — М.: Профиздат, 1977. — 127 с. Наука в СССР. Российская национальная библиотека.
- Покровский А. В. Загадки звездных островов. Книга 6. — 241 с. Астрономия и Космос, Документальная литература
- Покровский А. В. Некоторые публикации. — Российская государственная библиотека.
- Покровский А. В. Некоторые публикации. — Российская национальная библиотека.

Статьи
- Анатолий Покровский. Стартующие перья. Косманавтика. Архивировано 10 апреля 2016 года. Цитатник Архивная копия от 8 апреля 2020 на Wayback Machine
- Анатолий Покровский, Гаиб Каландаров. С Памира далеко видно: Очерк о Памирском биологическом институте и его директоре X. Ю. Юсуфбекове // Новый мир : журнал. — М., 1972. — № 11. — С. 168—176.
- Anatoly V. Pokrovsky. Enigmas of the plant world of Central Asia; Soviet scientists study the paradoxical botanical wealth of the Pamirs = [Загадки растительного мира Центральной Азии; Советские учёные изучают парадоксальное ботаническое богатство Памира] (англ.) // The UNESCO Courier : magazine. — Paris: UNESCO Courier: a window open on the world, XXVII, 11, p. 26-31, illus, UNESCO.ORG, 1974. — November. — P. 26—31.. — «».: «Учёные стремятся к разгадке этой загадки, именно поэтому несколько лет назад был основан Памирский биологический институт. Его директором является выдающийся учёный, член-корреспондент Академии наук Таджикистана Худоёр Юсуфбеков = Scientists are anxious to get to the bottom of this puzzle, and this is why a few years ago the Biological Institute of the Pamirs was founded. Its director is Khudoyor Yusufbekov, <…> a leading scientist and a Corresponding Member of the Tajik Academy of Sciences».

### Комментарии
1. ↑  «Анатолий Вениаминович Покровский, советский журналист, регулярно пишет о роли и значении науки и научных открытий в современной жизни. В последние годы он специализируется на проблемах развития науки в советских республиках Средней Азии» = «Anatoly V. Pokrovsky, Soviet Journalist, writes regularly on the role and significance of science and scientific discoveries in modern life. In recent years he has been specializing in the problems of the development of science in the Soviet republics of Central Asia» /The UNESCO Courier — P. 26/ Архивная копия от 30 марта 2020 на Wayback Machine.